# Ancita ochraceovittata
Ancita ochraceovittata är en skalbaggsart som beskrevs av Stefan von Breuning 1936. Ancita ochraceovittata ingår i släktet Ancita och familjen långhorningar. Inga underarter finns listade i Catalogue of Life.